# Midżur
Midżur (bułg. Миджур, serb. Миџор – Midžor) – szczyt górski w zachodniej Starej Płaninie, na granicy bułgarsko-serbskiej, wysokość – 2169 m n.p.m. Najwyższy szczyt zachodniej Starej Płaniny oraz Serbii (bez Kosowa). Na północnych stokach Midżuru znajduje się źródło rzeki Łom.